# Shirgjan
Shirgjan falu és alközség Albánia központi részén, a Shkumbin bal partján, Elbasantól légvonalban 7, közúton 8,5 kilométerre délnyugati irányban. Elbasan megyén és Elbasan községen belül Shirgjan alközség központja, amelynek további települései Bathës, Bujqës, Jagodina, Kryezjarr, Kuqan és Mjekës. A 2011-es népszámlálás alapján Shirgjan alközség népessége 7307 fő.
A Shkumbin bal partján, az Elbasani-síkon fekvő mezőgazdasági terület, emellett Mjekësben fegyver- és robbanóanyaggyár üzemel. Területét átszeli az Elbasant Cërrikkel összekötő SH70-es főút, valamint innen indul ki a Gramshon keresztül Maliqba tartó SH71-es út. Az alközség területének egyetlen műemlékvédelem alatt álló építészeti emléke a mjekësi Evangelizáció-templom (Kisha e Ungjillëzimit) romja.